# Pina Piovani
Pour les articles homonymes, voir Piovani (homonymie).
Pina Piovani (née le 20 mars 1897 à Rome, en Italie et morte dans cette ville le 2 janvier 1955) est une actrice italienne.

## Biographie
Née en 1897, Pina Piovani commence jeune à jouer au théâtre des textes en dialecte romain, aussi bien dans des comédies que dans des revues et dans les courts spectacles d'avant-film.
Elle travaille avec Gastone Monaldi (it), Aldo Fabrizi, Checco Durante, Ettore Petrolini et Romolo Balzani (it).
Elle commence au cinéma muet dans le film d'ambiance napolitaine Napule...e niente cchiù de 1928, du réalisateur Eugenio Perego (it).
À partir de 1940, elle devient une actrice de genre très demandée par les réalisateurs pour incarner des femmes du peuple romaines. Elle joue l'épouse de Totò dans Gendarmes et Voleurs et la mère de Gina Lollobrigida dans La Belle Romaine. Elle continue néanmoins à jouer au théâtre jusqu'à peu avant sa mort.
Elle est l'épouse de l'acteur Giulio Battiferri (it) et la tante du compositeur de musique Nicola Piovani.

## Filmographie complète
- 1928 : Napule... e niente cchiù, d’Eugenio Perego : Paquita
- 1940 : Il pirata sono io!, de Mario Mattoli
- 1940 : La zia smemorata, de Ladislas Vajda
- 1940 : La fanciulla di Portici, de Mario Bonnard
- 1941 : Se non son matti non li vogliamo, de Esodo Pratelli : la patrone de la cafétéria
- 1941 : La Tosca (Tosca), de Carlo Koch : Angela
- 1941 : Il signore a doppio petto, de Flavio Calzavara
- 1942 : L'Ombre du passé (Una storia d'amore), de Mario Camerini
- 1942 : La bella addormentata, de Luigi Chiarini : Nunziata
- 1942 : Via delle Cinque Lune, de Luigi Chiarini : Anna
- 1942 : Le Lion de Damas (Il leone di Damasco), de Corrado D'Errico et Enrico Guazzoni
- 1943 : Je t'aimerai toujours (T'amerò sempre), de Mario Camerini : Emma
- 1943 : Campo de' fiori, de Mario Bonnard
- 1944 : La locandiera de Luigi Chiarini : Lucrezia
- 1944 : Gran premio, de Giuseppe Musso Jr. et Umberto Scarpelli
- 1945 : Deux Lettres anonymes (Due lettere anonime), de Mario Camerini
- 1945 : La Porte du ciel (La porta del cielo), de Vittorio De Sica : la tante du petit Claudio
- 1946 : Notte di tempesta, de Gianni Franciolini
- 1946 : Symphonie fatale (Sinfonia fatale), de Victor Stoloff : Lina
- 1946 : Armando le Mystérieux (La primula bianca) de Carlo Ludovico Bragaglia.
- 1947 : Furia, de Goffredo Alessandrini
- 1947 : Ultimo amore, de Luigi Chiarini
- 1947 : Ritrovarsi, de Oreste Palella
- 1948 : L'Homme au gant gris (L'uomo dal guanto grigio), de Camillo Mastrocinque : Amalia
- 1948 : Le Juif errant (L'ebreo errante), de Goffredo Alessandrini
- 1948 : Città dolente, de Mario Bonnard
- 1950 : Dans les coulisses (Vita da cani), de Mario Monicelli et Steno
- 1950 : Taxi de nuit (Taxi di notte), de Carmine Gallone
- 1950 : Il nido di falasco, de Guido Brignone
- 1950 : Monaca santa, de Guido Brignone
- 1950 : La forza del destino, de Carmine Gallone
- 1951 : Gendarmes et Voleurs (Guardie e ladri), de Mario Monicelli et Steno : femme d'Esposito
- 1951 : Cameriera bella presenza offresi, de Giorgio Pastina : madame Marchetti
- 1951 : Accidenti alle tasse!!, de Mario Mattoli : la gardienne du collège 'Le Mimose'
- 1951 : Schatten über Neapel, de Hans Wolff
- 1951 : Terre de violence (Amore e sangue), de Marino Girolami
- 1952 : Heureuse époque (Altri tempi), d'Alessandro Blasetti : Lucia (segment "Idillio")
- 1952 : Le Chevalier sans loi (Le avventure di Mandrin), de Mario Soldati
- 1952 : Un ladro in paradiso, de Domenico Paolella
- 1952 : Chair inquiète (Carne inquieta) de Silvestro Prestifilippo (it)
- 1952 : Er fattaccio, de Riccardo Moschino
- 1952 : Il tallone di Achille, de Mario Amendola et Ruggero Maccari : mère de la petite
- 1952 : Non è vero... ma ci credo, de Sergio Grieco
- 1952 : La Fille du corsaire noir (Jolanda la figlia del corsaro nero) de Mario Soldati : la Mère Supérieure
- 1952 : Papà ti ricordo, de Mario Volpe
- 1953 : La Maison du silence ou La Voix du silence (La voce del silenzio), de Georg Wilhelm Pabst
- 1953 : Lulù, de Fernando Cerchio : Mrs. Salvi
- 1953 : E Napoli canta, d'Armando Grottini : mère adoptive de Maria
- 1953 : Prima di sera, de Piero Tellini : belle-mère de Bancani
- 1953 : Una di quelle, d'Aldo Fabrizi
- 1954 : Les Amants du péché (Amarti è il mio peccato) de Sergio Grieco : la Mère Supérieure
- 1954 : Ho ritrovato mio figlio, d'Elio Piccon
- 1954 : La Belle Romaine (La romana), de Luigi Zampa : mère d'Adriana
- 1954 : Questa è la vita, d'Aldo Fabrizi (segment "Marsina stretta"), Giorgio Pastina (segment "La giara"), Mario Soldati (segment "Il ventaglio") et Luigi Zampa (segment "La patente")
- 1954 : Prima di sera de Piero Tellini
- 1954 : En amour on pèche à deux (In amore si pecca in due), de Vittorio Cottafavi
- 1956 : Gli orizzonti del sole, de Giovanni Paolucci

## Source de la traduction
- (it) Cet article est partiellement ou en totalité issu de l’article de Wikipédia en italien intitulé « Pina Piovani » (voir la liste des auteurs).